# Littlehampton
Littlehampton è una città di 25 593 abitanti della contea del West Sussex, in Inghilterra.

## Monumenti e luoghi d'interese
- Chiesa di Santa Margherita, nel villaggio di Angmering

## Amministrazione

### Gemellaggi
- Chennevières-sur-Marne
- Durmersheim